# Bugyi, Pesta
Bugyi  este un sat în districtul Dabas, județul Pesta, Ungaria, având o populație de 5.004 locuitori (2011). 

## Demografie
Componența etnică a satului Bugyi
     Maghiari (95,79%)
     Români (2,21%)
     Necunoscut (0,42%)
     Alții (1,58%)
Componența confesională a satului Bugyi
     Romano-catolici (35,53%)
     Reformați (28,02%)
     Fără religie (9,65%)
     Necunoscută (25,22%)
     Alte religii (2,28%)
Conform recensământului din 2011, satul Bugyi avea 5.004 locuitori. Din punct de vedere etnic, majoritatea locuitorilor (95,79%) erau maghiari, cu o minoritate de români (2,21%). Apartenența etnică nu este cunoscută în cazul a 0,42% din locuitori. Nu există o religie majoritară, locuitorii fiind romano-catolici (35,53%), reformați (28,02%) și persoane fără religie (9,65%). Pentru 25,22% din locuitori nu este cunoscută apartenența confesională.